# 岡本泰明
岡本 泰明（おかもと やすあき、1939年（昭和14年）11月14日 - 2020年（令和2年））は、日本の政治家。元大阪府柏原市長（2期）。

## 経歴
大阪府出身。大阪大学法学部卒業。柏原市議会議員を経て、2005年（平成17年）柏原市長選挙に立候補し、当選。2009年（平成21年）に再選。2013年（平成25年）に退任した。